# Cerastium brachypetalum
Cerastium brachypetalum es una especie perteneciente a la familia de las cariofiláceas.

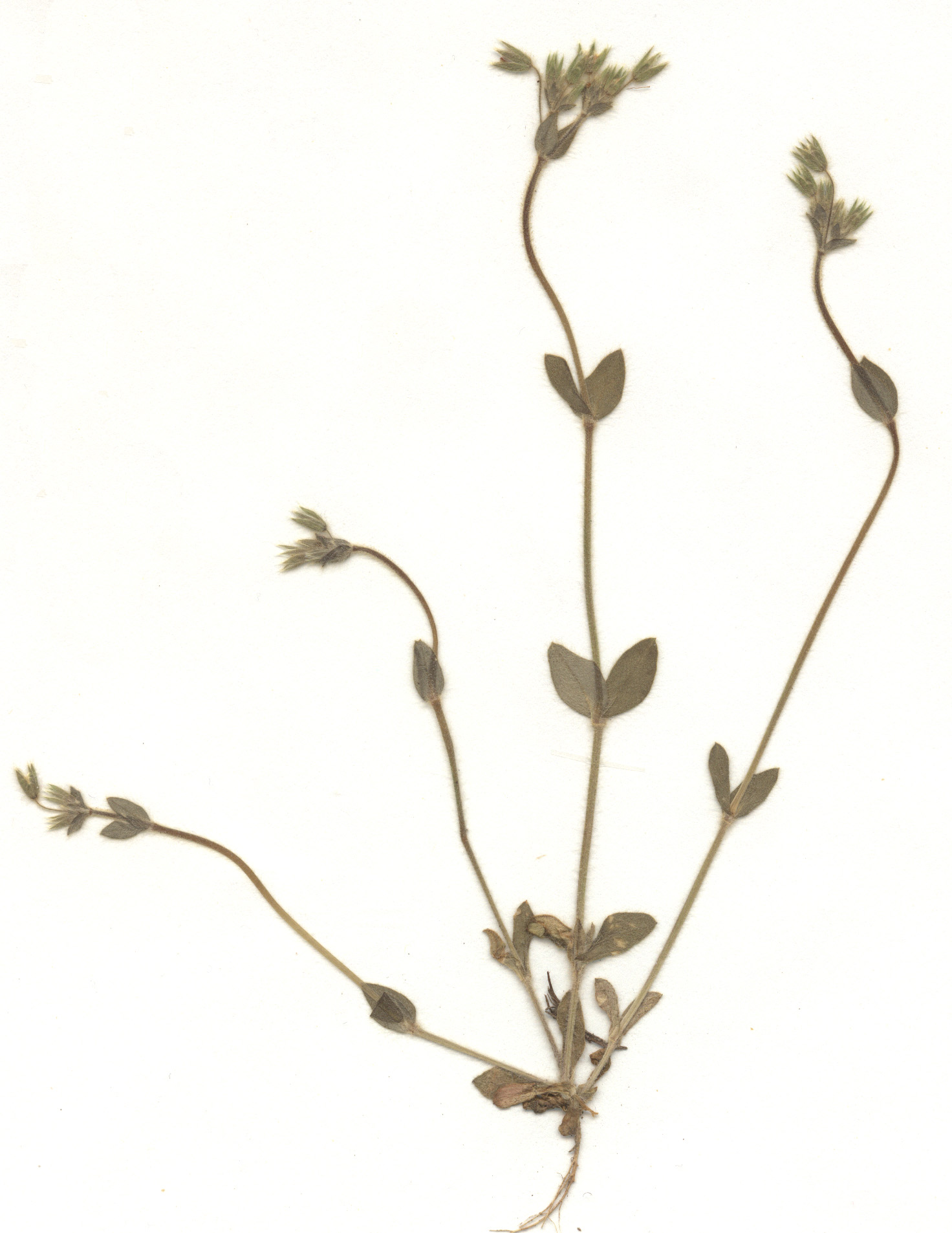
Detalle de la planta

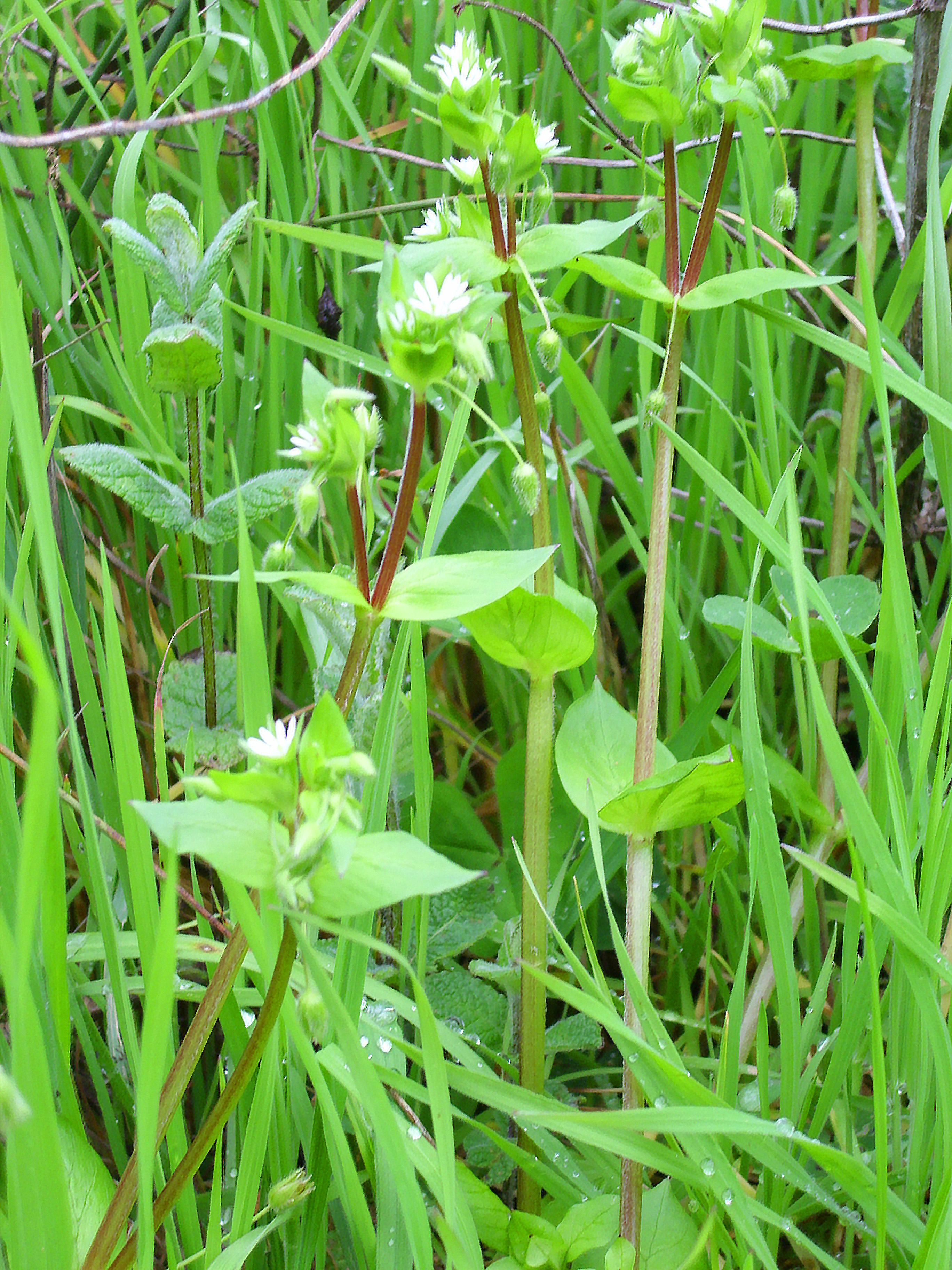
En su hábitat

## Descripción
Es una planta peluda, grisácea, anual de hasta 40 cm, con hojas inferiores lanceoladas, ampliamente pecioladas, y hojas superiores sin pecíolo. Flores en inflorescencias laxas con brácteas foliares verdes. Pétalos blancos, la mitad de largos que los sépalos, bilobulados hasta una tercera parte de su largo y de márgenes pelosos en su base. Cápsula un poco más larga que los sépalos. Florece en primavera. 

## Hábitat
Habita en campos, césped o suelos pedregosos.

## Distribución
Se distribuye por el sur, oeste y centro de Europa.

## Taxonomía
Cerastium brachypetalum fue descrita por  Desp. ex Pers. y publicado en Synopsis Plantarum 1: 520. 1805.
Etimología
Cerastium: nombre genérico que proviene del griego: keras (= cuerno), probablemente refiriéndose a la forma de los frutos del género. Fue latinizado más tarde por el botánico alemán Johann Jacob Dillenius (1684-1747) y luego, eventualmente asumida por Carlos Linneo en 1753. 
brachypetalum: epíteto latino que significa "con pétalos cortos".
Sinonimia
- Cerastium brachycarpum  Willk.
- Cerastium roeseri Boiss. & Heldr. in Boiss.
- Cerastium strigosum Fr.
- Cerastium tauricum Spreng.
- Cerastium tenoreanum Ser. in DC.
- Cerastium viscosum var. strigosum (Fr.) Wahlenb.[3]
- Alsine brachypetala (Desp. ex Pers.) E.H.L.Krause
- Cerastium atticum Boiss. & Heldr.
- Cerastium barbulatum Wahlenb.'
- Cerastium canescens Hornem. ex Ser.
- Cerastium gracile Wallr.
- Cerastium strigosum Fr.[4]
- Cerastium atheniense Lonsing
- Cerastium corcyrense Möschl
- Cerastium doerfleri Halácsy ex Hayek
- Cerastium pindigenum Lonsing
- Cerastium luridum (Boiss.) Lonsing
- Cerastium roeseri Boiss. & Heldr.
- Cerastium luridum Guss.
- Cerastium tauricum Spreng.
- Cerastium epiroticum Möschl & Rech.f.
- Cerastium tenoreanum Ser.

## Nombre común
- Castellano: pamplinillas.[5]